# 祖素
若苏埃·阿农西亚多·德奥利韦拉（Josué Anunciado de Oliveira，1979年7月19日—），通常稱為祖素（葡萄牙語：Josué），是一名巴西足球運動員，擔任防守中場。
祖素的足球事業始於巴西國內球隊戈亞斯，2005年轉會至聖保羅，期間為聖保羅贏得巴甲冠軍、南美自由盃和世界冠軍球會盃。
2007年8月，他離開了巴西，加盟了德國的沃尔夫斯堡。在沃尔夫斯堡期間，祖素成為了球隊的隊長，助球隊奪得球隊在德甲首個聯賽錦標。

## 國際賽
祖素在2007年3月27日首度為巴西國家足球隊上陣，與加納踢了一場友誼賽。2007年美洲國家盃是巴西隊的主力，並在對智利的美洲盃賽事中射入他首個國際賽入球。

## 榮譽
戈亞斯
- 戈亞斯州聯賽: 6

1997年、1998年、1999年、2000年、2002年、2003年
- 巴西足球乙級聯賽: 1

1999年
- 中西盃（英语：Copa Centro-Oeste）: 3

2000年、2001年、2002年
聖保羅
- 聖保羅州聯賽: 1

2005年
- 南美自由盃: 1

2005年
- 世界冠軍球會盃: 1

2005年
- 巴西足球甲級聯賽: 2

2006年、2007年
禾夫斯堡
- 德甲: 1

2008-09賽季
巴西國家足球隊
- 美洲國家盃: 1

2007年

## 外部連結
- Josué profile Kicker.de （页面存档备份，存于） （德文）
- sambafoot
- zerozero.pt （葡萄牙文）